# Došćica
Došćica je naseljeno mjesto u općini Konjic, Federacija Bosne i Hercegovine, BiH.

## Stanovništvo

### 1991.
Nacionalni sastav stanovništva 1991. godine, bio je sljedeći:
ukupno: 41
- Hrvati – 41

### 2013.
Nacionalni sastav stanovništva 2013. godine, bio je sljedeći:
ukupno: 2
- Hrvati – 2

## Vanjske poveznice
- Satelitska snimka[neaktivna poveznica]